# クリストファー・ヒル
クリストファー・ロバート・ヒル（Christopher Robert Hill、1952年8月10日 - ）は、アメリカ合衆国の外交官である。東アジア・太平洋担当国務次官補・北朝鮮核問題をめぐる六者会合のアメリカ首席代表や駐イラク大使を歴任後、2022年から駐セルビア大使を務める。元デンバー大学ジョセフ・コーベル国際研究大学院校長。

## 来歴

### 学生時代と平和部隊
パリで生まれる。父親が外交官であったため、幼少期から家族と共に世界中を転々とした。ハイチにおいてアメリカの外交官が追放された後、一家でロードアイランド州リトルコンプトンに移り住む。ここでプロビデンスのモーゼス・ブラウン・スクールを1970年に卒業し、1974年にはボウディン大学で経済学士号を取得した。
大学卒業後、アメリカ政府によって運用されているボランティアプログラム「平和部隊」に参加することを決断した。当時を振り返りヒルは「どこにでもいる学生のように、私は卒業後何をすれば良いのか全く分からなかったので、父の人生よりは少し冒険的なことができるだろうと平和部隊に参加することにしたのです」と語っている。
平和部隊としてはカメルーンに配属され、1974年から1976年までボランティア活動をした。この時の活動についてヒルは、外交について学ぶ最初のきっかけであったと評価している。活動先は信用協同組合であった。ここでヒルは取締役の一人が組合員の預金の60パーセントを着服していることを発見し、これを背任行為として告発した。しかしヒルは、不正を犯した取締役がすぐに再選出されたことを知る。取締役会は、部族間の利益を注意深く反映することが最も大切であって、経営の善し悪しは問題にされなかったのだ。この出来事を通じて「何かが起こるのには必ず理由があるのであって、その理由を見つけることに最善を尽くすことは当然だ。しかし理由が分かったところで結果を変えられるとは限らない」という教訓を得たという。
その後1994年に海軍大学校で修士号取得。
母語である英語に加えポーランド語、セルビア・クロアチア語、マケドニア語、アルバニア語を話す。

### 外交官として
アメリカ合衆国国務省には1977年に入省した。その後1983年から1985年の間、経済担当官として在大韓民国アメリカ合衆国大使館に配属された。2004年になって同大使館に大使として着任した際には「ここには80年代に3年ほど滞在したが、過去の経験に頼りすぎてはいけないと思う。当然、当時の経験に基づいて行動することもあるわけだが、同時に最新の出来事について周りの人が言う事をかなり注意深く聞かないといけないと思う」と述べた。
その後、1996年から1999年まで駐マケドニア大使、1998年から1999年までコソボ特使、2000年から2004年まで駐ポーランド大使、2004年から2005年まで駐大韓民国大使、その後東アジア・太平洋担当国務次官補を務めた。
アメリカ政治学会にフェローとして在籍中には、下院議員のスティーブン・ソラーツ事務所にも在籍した。
2006年11月、ブッシュ大統領によりキャリア・ミニスターに任命された。この階級はアメリカの職業外交官の中ではキャリア・アンバサダーに次いで2番目に高い。

#### ボスニア平和交渉
ボスニア和平交渉団の一員としてバルカン半島での紛争問題に取り組んだ。この時、同じく交渉団の一員でヨーロッパ・カナダ担当の国務次官補であったリチャード・ホルブルックの元で働き、1995年にデイトン和平交渉には彼の代理として出席した。
ホルブルックはデイトン和平交渉に関する著書の中でヒルを「論理の組み立てに優れ、恐れを知らない天才」で、かつ「非常な冷静さと非常な情熱を併せ持つ」と評価している。ホルブルックはまた、この冷静さと情熱の組み合わせがもともと素晴らしいヒルの交渉スキルをさらに向上させていると分析した。ヒル本人は、交渉が成功裏に終わったのはボスニア人・セルビア人・クロアチア人は皆、交渉をまとめる意向であったためであると述べている。
コソボ特使時代には外交上の失敗を犯した。ヒルは「セルビア人がコソボ統治を放棄する準備が出来ていなかったため、NATO軍による爆撃をせざるを得なかった」と述べている。この出来事についてヒルは「これは人生にも通じることだが、あらゆる手段が尽きたかどうかを知るためには本当にあらゆることを試してみなければいけない」と述べた。

#### 北朝鮮との交渉
2005年2月14日、ヒルは北朝鮮の核開発問題をめぐる六者会合におけるアメリカ代表派遣団の団長に選出された。対北朝鮮外交穏健派であり、批判者からはキム・ジョンヒル (Kim Jong Hill) と呼ばれている。
2007年6月21日、アメリカの高級官僚としては5年ぶりに北朝鮮を訪問し、2日間にわたって滞在した。平壌到着時には、北朝鮮の核問題交渉担当者であるリ・グンから空港で暖かくもてなしを受けた。この時ヒルは「六者会合を進めていくことが我々の目標だ」と述べ、続けて「今春に失われた時間を取り戻すためにも、良い議論ができることをの望んでいる。」と述べた。この北朝鮮訪問は成功裏に終わった。今回の訪問前に一行は東京と韓国を訪問しており、その後小さなジェット機で平壌に向かった。国務長官であったコンドリーザ・ライスがこの訪問について同盟国である日本と韓国に伝えたのは、ヒルが東京を発つ直前であった。
2007年7月14日、北朝鮮は寧辺核施設を停止したことと、国際査察団を受け入れることを通告した。これに対しヒルは、原子炉の停止は初めの一歩に過ぎないと表明した。査察団が立ち入りを許されているのは寧辺核施設に過ぎないため北朝鮮の通告を実際に確認するのは難しいとされた。
2007年9月3日、ニューヨーク・タイムズはヒルがジュネーヴにて北朝鮮側の担当者金桂冠と2日間にわたり1対1の交渉を行ったと報じた。これによると、北朝鮮は主要な核燃料生産装置を停止し、2007年末までには核開発プログラムの全体を国際社会に対し明らかにすることに合意したとされる。また、原子炉そのものについても2007年夏には停止することにも合意した。ヒルはこの会談について「我々が合意したことの一つは、北朝鮮が核開発プログラムの全てを明らかにし、2007年末までにはそれらを停止することだ」と記者らにコメントした。
2007年12月20日、コリア・タイムスは国務省東アジア・太平洋担当局においてヒルのアドバイザーであったキャサリーン・スティーブンズが次期駐大韓民国大使に内定したと報道した。スティーブンズの韓国に対する理解と経験を買ったヒルがこの役職に推薦したと言われている。スティーブンズは北朝鮮の核開発を巡る協議の際にヒルのアドバイザーを務めたほか、朝鮮半島の平和条約をめぐる案件も手掛けていたと報道されている。
2008年1月8日、ニューヨーク・タイムズが、北朝鮮が核兵器開発プログラムの概要を明らかにする期限を逃したと報じたことについてヒルは、辛抱強く立ち向かっていくべきだと述べた。ヒルはまた、「北朝鮮は不完全で誤りのある報告を今することはできるだろうが、我々は期限を過ぎたとしても完全な報告をさせるべきだと感じた」とコメントした。
2008年2月7日、上院外交委員会において、北朝鮮との交渉は「難しく重要な」局面であると証言した。アメリカ政府は、核開発に関する計画が明らかにされるまでは北朝鮮をテロ支援国家への指定から解除することを拒否した。この際ヒルは「完全で正しいというのは、文字通り完全で正しいという意味だ。全ての核兵器・計画・物質・施設、そして核拡散活動の全容が含まれなければならない。」と述べた。
2008年3月2日、北京でインタビューに答え、北朝鮮が完全に核開発計画を中止するならば、ブッシュ政権が終わる前にアメリカと北朝鮮の外交関係を樹立することが可能になると述べた。ヒルは「核開発を放棄しない限り、外交関係を結ぶことはできないと北朝鮮には伝えてある。放棄が実現すれば、互いの大使館を設置するかどうかとか、これからの事を語ることが可能になる。しかし、核のある北朝鮮と外交関係を結ぶことは、あり得ない」と加えた。
2008年4月11日、ワシントン・ポストは北朝鮮の核開発に関する暫定的な合意がまとまり、制裁の解除が決まったと報じた。この合意内容には、北朝鮮が主な核施設の稼働を停止し、プルトニウムの保有量を完全に公開することなどが含まれている。交渉団長を務めたヒルは「プルトニウムに焦点を当てたのは、核爆弾に直結するウラン濃縮に関する疑惑を解くためである。プルトニウム自体に関して疑いはなく動かぬ証拠を握っている。」と述べた。

#### 中国との関係
ヒルはアメリカ国内ではあまり知名度は高くないが、中国においては北朝鮮の核開発問題に関する六者会合の特使として有名になった。その理由の一つには、北朝鮮の金桂冠があまりメディアの前に姿を現さなかったのに対しヒルは毎日、朝晩の記者会見を行ったことと、その気さくなふるまいが挙げられる。
六者会合に関しては、米中およびその他の地域に対して実りある成果を得るための門戸を開いたと評価した。また、「我々は外交の場で肩と肩を並べて話し合った。中国とこのような交渉をする機会は過去に無かった。いずれ、13億人と共存していく方法を考えなくてはならないが、今回の六者会合は良い先例になったのではないか」と述べた。

#### 東アジア地域での評判
ソウル滞在中の2004年には、大ファンであるボストン・レッドソックスがアメリカンリーグのチャンピオンシップで宿敵ニューヨーク・ヤンキースを破って優勝したことから人生の中で最も幸せな瞬間を過ごしたと言われる。大使としてソウルに着任した際に韓国政府の外交担当者と会談した時も、2003年当時レッドソックスの抑えピッチャーだった金炳賢のことを話題にしたという。日本でもメディアから好印象をもたれた。西武ライオンズに所属していた松坂大輔がレッドソックスと契約を結んだ時、東京での会談の際にライオンズの野球帽を被って現れた。

#### ニュージーランドとの関係
2006年5月、ニュージーランドで1985年に制定された非核化政策について「過去の遺物」と述べ、アメリカ側はニュージーランドとより踏み込んだ防衛同盟関係を築きたいという考えを示した、またニュージーランドのアフガニスタンとイラクにおける復興支援について称賛した。非核化政策によりニュージーランドが核燃料を搭載したアメリカの戦闘艦の寄港を拒否していることについては「我々は、核問題に関して互いの考えを変えようとするよりは、互いに納得できることに集中するべきではないか」と述べ、再度寄港を要求することはしない考えを示した。

#### イラク大使として
2009年3月11日、バラク・オバマ米大統領により駐イラク大使へ任命される。サム・ブラウンバック、ジョン・マケインやリンゼー・グラムら共和党所属議員からの反対に遭うも、4月20日に賛成73票、反対23票で派遣が決定した。
イラク大使としての任期は延長され、計16ヶ月におよんだ。イラク政府の設立に関する協定の締結に尽力したが、長引く膠着状態を打開することはできなかった。

#### セルビア大使として
2021年10月14日、ジョー・バイデン米大統領より駐セルビア大使へ任命される。同年12月14日の上院外交委員会による公聴会を経て、2022年3月10日に上院で人事案が承認された。3月31日、セルビアのアレクサンダル・ヴチッチ大統領に信任状を捧呈した。

## 受賞歴
コソボ危機での和平交渉にの成果から、ロバート・C・フレジャー賞を受賞した。この賞は、ボスニアで命を落としたアメリカの外交官であるロバート・C・フレジャーの名にちなんでいる。
マケドニア政府からは駐マケドニア大使時代、マケドニアと米国の関係を深めた功績から名誉市民の称号を授与された。
2008年2月には、パシフィック・センチュリー・インスティテューションが「ビルディング・ブリッジ賞」を授与した。この賞は、アメリカ地域とアジア地域の人々の関係を促進し、同インスティテューションが目標とする「よりよい未来への懸け橋」となった人を顕彰するために設けられている。

## 私生活
3人の子供を持つ。

## 著書
- "The geopolitical implications of enlargement". In Jan Zielonka (ed.), Europe unbound—Enlarging and reshaping the boundaries of the European Union. (Routledge, 2002). ISBN 978-0-41-528253-6.

## 共著
- 『新アジア地政学』（イアン・ブレマー、ジョセフ・ナイほか共著、土曜社、2013年）